# Robert V. (Auvergne)
Robert V. († 11. Januar 1277) war seit 1247 Graf von Auvergne und ab 1259 auch Graf von Boulogne.
Er war der Sohn von Wilhelm X., Graf von Auvergne, und seiner zweiten Frau Alix (Adelheid) von Brabant, Erbin der Grafschaft Boulogne.
Nachdem mit dem Tod von Mathilde von Dammartin († 1259), der Frau von Philipp Hurepel und Tochter von Rainald I. von Boulogne, das Amt des Grafen von Boulogne vakant wurde, meldete er Erbanspruch auf dieses an. Dabei stützte er sich auf die Verwandtschaft zu Matthäus von Elsass, Graf von Boulogne (* 1137; † 1172), mit dem er durch seine Mutter Alix und seine Großmutter Mathilde (* 1170; † 1210), Gräfin von Boulogne und Tochter von Matthäus, verbunden war. Robert gelangte schließlich nach längeren Auseinandersetzungen in dieses Amt und behielt dieses bis zu seinem Tode inne.
Robert heiratete um 1250 Eleonore de Baffie, Tochter von Wilhelm I. de Baffie und hatte sechs Kinder mit ihr. Zwei seiner Söhne, Wilhelm und Robert, folgten ihm in das Amt des Grafen von Boulogne, ein weiterer Sohn, Guy, war 1301 bis 1324 Bischof von Tournai.